# واين جيم
واين جيم هو سياسي كندي، ولد في 24 فبراير 1961 في وايت هورس في كندا. حزبياً، نشط في الحزب الليبرالي في يوكون ‏. وقد انتخب عضو الجمعية التشريعية في يوكون ‏.